# 蒙特菲亚斯科内
蒙特菲亚斯科内（義大利語：Montefiascone）是意大利维泰博省的一个市镇。总面积104.75平方公里，人口13676人，人口密度130.6人/平方公里（2009年）。ISTAT代码为056036。